# Абгарян, Сепух
Сепух Абгарян (также Себу Апкарян; арм. Սեպուհ Աբգարյան, 12 июня 1930, Кипр — 5 августа 2014, Никосия) — кипрский композитор, радиоведущий и дирижёр армянского происхождения. Был художественным руководителем и дирижёром Ливанского хора и оркестра «Гоар».

## Биография
Сепух Абгарян родился 12 июня 1930 года на Кипре в семье учителя, затем жил в Бейруте (в училище Сурб Ншан его учителями были Эдуард Таронян и Барсег Каначян), с 13 лет — в Алеппо. Окончив гимназию Мелконяна на Кипре, продолжил обучение в Париже. Как оперный певец выступал в Никосии, Афинах, Бейруте, Алеппо, Каире и Париже. В 1954 году вернулся на Кипр и работал в гимназии Мелконяна, преподавал живопись, музыку. Вёл часовую армянскую передачу на кипрском радио. С 2000 года работал дирижёром хора и оркестра «Гоар» («Коар»). В  2005 году, в преддверии печального юбилея - 90-летия Геноцида армян в Османской империи, хор и оркестр под управлением С.Абгаряна выступили в Стамбуле с четырьмя концертами.   Хор "Гоар" под управлением маэстро Сепуха Абгаряна пел в Полисе мелодии Комитаса, Барсега Каначяна, Миграна Туманяна и других.
Жил в Гюмри. Умер 5 августа 2014 в Никосии.

## Творчество
Автор многих песен, хоровых произведений, камерной музыки, кантат, симфонических сочинений, музыкальных композиций.
В качестве дирижёра хора и оркестра «Гоар» («Коар») гастролировал в России, Уругвае, Турции, США, Канаде, Германии, Ливане (2002, 2010), Армении (2011).